# Heliura fumata
Heliura fumata là một loài bướm đêm thuộc phân họ Arctiinae, họ Erebidae.